# Microemathis bulalacao
Microemathis bulalacao Logunov, 2020 è un ragno appartenente alla famiglia Salticidae.
È l'unica specie nota del genere Microemathis.

## Distribuzione
Gli esemplari di questa specie sono stati rinvenuti nelle Filippine (isola di Palawan).

## Tassonomia
Per la determinazione delle caratteristiche di questo genere sono stati esaminati gli esemplari di M. bulalacao Logunov, 2020.
Dal 2020 non sono stati esaminati altri esemplari, né sono state descritte sottospecie al 2022.